# Oncologia

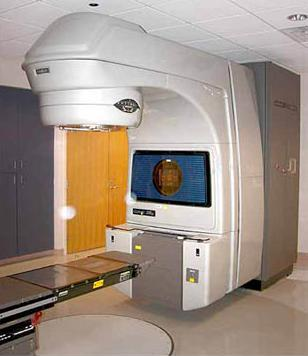
Acelerador de partículas usado em radioterapia

A cancerologia ou cancrologia, também chamada de oncologia, é a especialidade médica que estuda os cancros (tumores malignos) e a forma de como essas doenças se desenvolvem no organismo, procurando seu tratamento.
Cada tipo de cancro tem um tratamento específico: cirurgia, radioterapia, quimioterapia, hormonioterapia e outras inúmeras possibilidades, podendo ser inclusive necessária a combinação de tratamentos. 
Na oncologia atual é de suma importância o tratamento multidisciplinar, envolvendo médicos (oncologistas, cirurgiões, radioterapeutas, patologistas, radiologistas, farmacêuticos, enfermeiros, psicólogos, nutricionistas, fisioterapeutas, dentistas, etc.), devido à enorme complexidade da doença e suas diferentes abordagens terapêuticas.
O tratamento oncológico é sempre muito individualizado, sendo importante observar as necessidades e possibilidades terapêuticas de cada paciente. Pode ter intenção curativa ou paliativa (alívio dos sintomas objetivando uma melhora da sobrevida e da qualidade de vida).
O cirurgião oncológico é o médico-cirurgião especializado no tratamento de neoplasias de maneira cirúrgica. O radioterapeuta é o médico especializado no tratamento de neoplasias utilizando radiações ionizantes. O oncologista clínico é o médico clínico especializado no tratamento das neoplasias através da prescrição de quimioterapia, hormonioterapia, terapias alvo-molecular, anticorpos e imunoterapia.

## Especialidades médicas
- Cancerologia clínica, também chamada de oncologia clínica, é a especialidade médica que se ocupa do tratamento clínico das patologias malignas em geral. No Brasil, atualmente o título da especialidade é conferido após 3 anos de residência médica em cancerologia clínica, tendo como pré-requisito 2 anos de residência em clínica médica.
- Cancerologia cirúrgica é a especialidade médica que se ocupa do tratamento cirúrgico das patologias tumorais. No Brasil é necessário cursar dois anos de residência médica cirurgia geral como pré-requisito para especialização em cancerologia cirúrgica, que dura três anos.
- Cancerologia pediátrica é a subespecialidade da Oncologia que se ocupa do tratamento das doenças proliferativas que acometem crianças. No Brasil, o título desta especialidade é conferido após dois anos de residência médica em cancerologia pediátrica.
- Radioterapia, ou radio-oncologia é a especialidade médica que se ocupa do tratamento com radiação dos tumores e cânceres. No Brasil é necessário cursar três anos de residência médica.